# Животът на Дейвид Гейл
„Животът на Дейвид Гейл“ (на английски: The Life of David Gale) е филм от 2003 г., режисиран от Алън Паркър и с участието на Кевин Спейси и Кейт Уинслет. Филмът не е приет добре от критиката.

## Сюжет
Филмът разказва измислената история на професор по философия - Дейвид Гейл, който се посвещава на премахването на смъртното наказание и който е осъден на смърт за изнасилването и убиването на негова колежка.

## В ролите
| Изпълнител      | Роля             |
| --------------- | ---------------- |
| Кевин Спейси    | Дейвид Гейл      |
| Кейт Уинслет    | Битси Блум       |
| Лора Лини       | Констанс Харауей |
| Габриел Ман     | Зак Стемънс      |
| Рона Митра      | Бърлин           |
| Леон Рипи       | Бракстън Белев   |
| Мат Крейвън     | Дъсти Райт       |
| Джим Бийвър     | Дюк Гроувър      |
| Мелиса Маккарти | Нико             |

## Интересни факти
- Алън Паркър първоначално смята да привлече Джордж Клуни или Никълъс Кейдж за ролята на Гейл.
- В ролята на Бетси Блум първоначално е трябвало да играе Никол Кидман, но актрисата отказва да участва във филма.
- Филмът е пълен провал в световен мащаб, събирайки 39 млн. щ.д. при 50 млн.щ.д. вложени при производството му.